# لرزه‌شناسی ماه

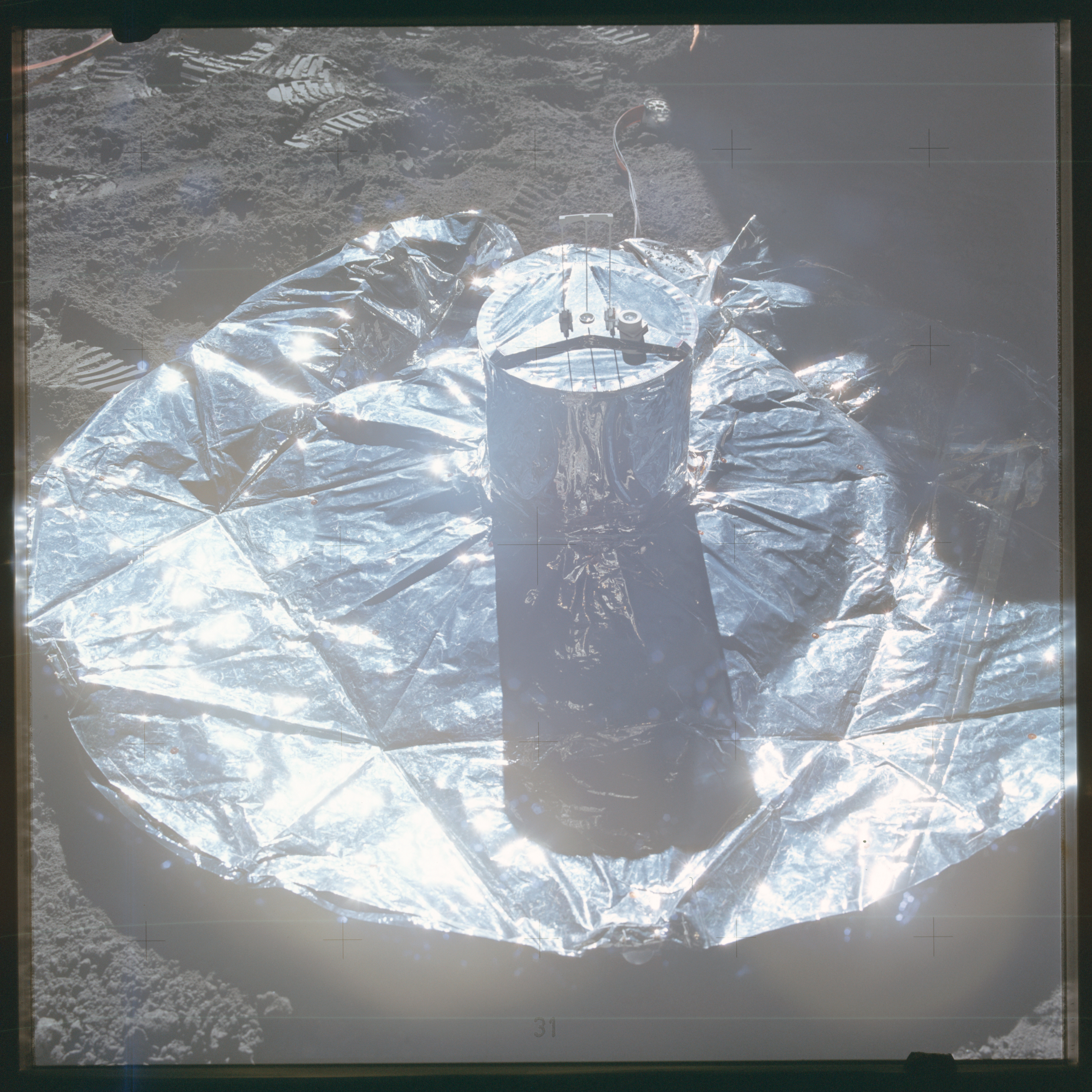
لرزه‌سنج آپولون

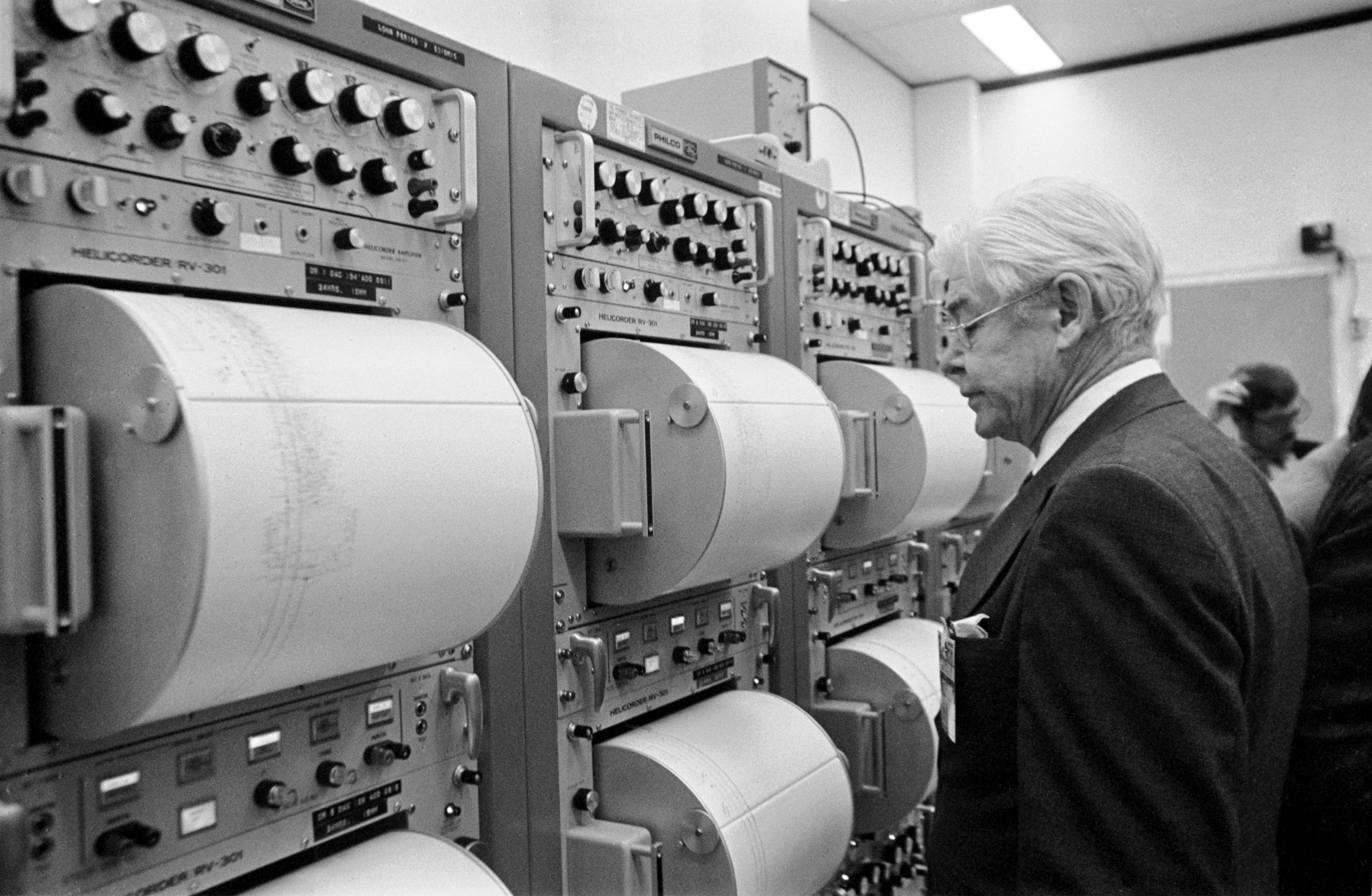
خوانش‌های لرزه‌سنج از برخورد ساخته‌شده توسط Apollo 17 Saturn S-IVB در برخورد با رویهٔ ماه به ناسا می‌رسند

لرزه‌شناسی ماهی (به انگلیسی: Lunar seismology) مطالعهٔ جنبش‌های زمینه‌ای ماه و رویدادهایی است که به‌گونه‌ای برخوردها یا ماه‌لرزه‌ها آن‌ها را برمی‌انگیزد.